# Seliana
Seliana, noto anche come Antica Phelloe, è un villaggio greco che si trova nel nord del Peloponneso e più precisamente nella prefettura dell'Acaia.
Il villaggio si trova ad un'altitudine di circa 750 metri nelle vicinanze della valle del fiume Krios ed in prossimità del bosco di abeti di Sarantapikho. Il paese ha una popolazione di 52 abitanti. Il villaggio fa parte di una confederazione di comuni denominata Aigeira. A seguito della riforma amministrativa, detta piano Kallikratis, in vigore dal gennaio 2011 Egira è ora compresa nel comune di Aigialeia.

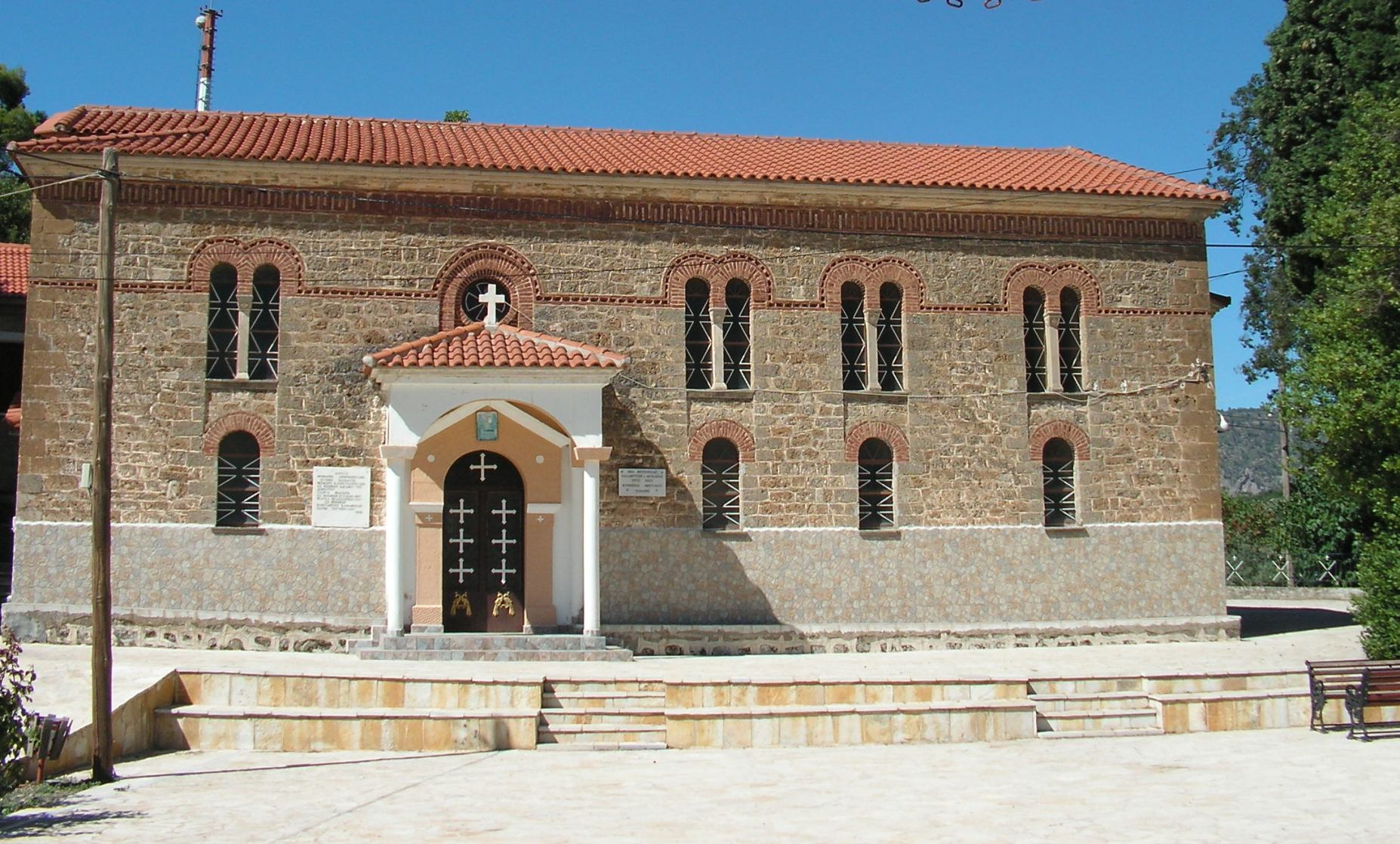
Dormizione di Maria chiesa di Seliana

Seliana è a 19 km da Egira dove si trova lo svincolo per la nuova strada nazionale (Νέα Εθνική Οδός) GR-8A (Atene - Corinto - Patrasso). La distanza da Patrasso è di 86 km mentre da Atene è di 167 km.
Nel villaggio sono presenti quasi 70 case in pietra costruite circa 300 anni fa dagli artigiani provenienti dall'Epiro. Inoltre si contano almeno 13 edifici religiosi tra chiese e cappelle. A qualche chilometro di distanza dal centro abitato si trova lo storico Monastero dei Santi Apostoli del XVII secolo.

## Informazioni storiche
Il villaggio di Seliana trova le sue origini nell'antica Phelloe, un antico paese greco descritto da Pausanias nel libro "Descrizione della Grecia -Achaika". Pausania ricorda l'antichissimo "polisma " per i culti di Artemis e Dionisos oltre che per la meravigliosa natura. Sono state inoltre attestate importanti strutture antiche soprattutto lungo la strada moderna che costeggia il fiume Krios. Al km 18.5 la piccola strada che parte da Egira giunge nel sito dell'antica Phelloe. Gli scavi archeologici sono stati condotti dall'Università degli Studi di Salerno, dalla Scuola Archeologica Italiana di Atene, dall'Istituto Archeologico Austriaco e dalla Soprintendenza greca di Antichità Preistoriche e Classiche. I resti più importanti sono stati rinvenuti in prossimità della vecchia chiesa di San Basilio.
Il villaggio di Seliana è legato al villaggio di Selianitika. Secondo lo storico A.Fotopoulos gli abitanti di Seliana cominciarono ad abbandonare le montagne per insediarsi nella zona costiera di Kryovrysi (dove oggi si trova Selianitika) già dal periodo ottomano. Inizialmente i residenti di Seliana preferivano passare l'inverno a Selianitika e l'estate a Seliana ma dopo un po' scelsero di vivere per sempre a Selianitika. Gli antichi abitanti di Seliana portarono con loro in eredità il culto di S.Basilio e oggi proprio S.Basilio è il patrono di Selianitika.